# Krisłowo
Krisłowo (bułg. Крислово) – wieś w południowej Bułgarii, w obwodzie Płowdiw, w gminie Marica.
Wieś położona w pobliżu miasta Płowdiw.
We wsi funkcjonuje klub piłkarski Sokoł Krisłowo.